# ʿAbbās ʿAṭṭār
ʿAbbās ʿAṭṭār (Khash, 29 marzo 1944 – Parigi, 25 aprile 2018) è stato un fotografo iraniano noto per i suoi reportage in Biafra, Vietnam e Sudafrica negli anni settanta, e per i suoi ampi saggi sulle religioni negli anni successivi.
È stato dal 1971 al 1973 membro dell'agenzia Sipa, membro dell'agenzia Gamma dal 1974 al 1980 e di Magnum Photos dal 1981

## Carriera
ʿAbbās ʿAṭṭār, iraniano trapiantato a Parigi, ha dedicato i suoi reportage più importanti agli eventi politici e sociali dei paesi in via di sviluppo. Si è occupato, a partire dagli anni '70, di guerre e rivoluzioni in Biafra, Bangladesh, Ulster, Vietnam, Medio Oriente, Cile, Cuba, e Sudafrica.
Dal 1978 al 1980, si è occupato della rivoluzione in Iran; il libro iranDiary 1971- 2002 (Autrement 2002) è un'interpretazione critica della storia dell'Iran. Dal 1983 al 1986, ha viaggiato in Messico, dal 1987 al 1994 si è occupato del mondo islamico dallo Xinjiang al Marocco.
Con il libro Allah O Akbar, un viaggio attraverso i militanti islamici (Phaidon, 1994) mostra le tensioni nelle società del mondo musulmano, divise tra la memoria di un ricco passato e il desiderio di modernizzazione; questo suo lavoro ha attirato molte attenzioni specialmente dopo gli attentati dell'11 settembre 2001.
Con il lavoro Volti della Cristianità, un viaggio fotografico (A. Abrams, 2000), si è occupato del cristianesimo dal punto di vista spirituale, rituale e politico. Il suo ultimo lavoro, Nel nome di chi? Il mondo Islamico dopo l'11 settembre (Thames and Hudson 2009), è il frutto di un viaggio in 16 Paesi e durato 7 anni.
ʿAbbās ʿAṭṭār si è occupato negli ultimi anni di buddhismo, con lo sguardo scettico che lo ha sempre contraddistinto.

## Libri
- Iran, la rivoluzione confiscata, Clétrat, Parigi, 1980
- Ritorno ad Oapan, FCE Rio de Luz, Messico, 1986
- Riturno dal Messico, W.W. Norton, New York, 1992
- Allah O Akbar, un viaggio attraverso i militanti islamici, Phaidon, Londra, 1994
- Viaggio negli Islam del Mondo, Contrasto, Roma 2002
- Viaggio nella cristianità, La Martiniere, Parigi 2000
- Volti della Cristianità, A. Abrams, New York, 2000
- Fede-speranza-amore, Knesebeck, Monaco, 2000
- Abbas, I Grandi Fotografi di Magnum, Hachette, Milano, 2005
- Sulla strada degli Spriti, Delpire, Parigi, 2005
- I figli di Abramo, Intervalles, Parigi, 2006
- Diario iraniano 1971-2005, Saggiatore, Milano, 2006
- Nel nome di chi?, Thames and Hudson, Londra, 2009
- Ali, il combattimento, Edizioni Sonatines, Parigi, 2011
- I bambini del loto, viaggio per i buddisti, De la Martinière, Parigi, 2011

## Mostre
- 1972
  - Popolo di Ganvie, Falomo, Nigeria;
- 1977
  - Retrospettiva, Galleria Litho, Teheran;
  - In questo giorno, Galeria FNAC, Parigi;
- 1980
  - Iran, la rivoluzione, Museo di Arte Contemporanea di Teheran, Moschea di Darvazeh Ghar di Tehran, Fondazione culturale di Rio de Janeiro;
- 1982
  - Cittadini del Terzo Mondo, Galleria dei fotografi di Londra, Galleria Occhio Aperto di Liverpool, Regno Unito;
- 1983
  - Retrospettiva, Consiglio della Fotografia, Messico;
- 1984
  - Retrospettiva, Galleria ARPA, Bordeaux, Francia;
- 1986
  - Vota per Me, Galleria Magnum, Parigi;
- 1991
  - Retrospettiva, Centro Immagine di Almería, Spagna;
- 1992
  - Ritorno dal Messico, Centro Culturale messicano di Parigi, Casa per tutti di Calais, Francia;
- 1994
  - Ritorno dal Messico, Centro Nazionale della Fotografia, Messico;
- 1999
  - Islam, Palazzo Reale di Bruxelles (Belgio), Istituto Arabo Mondiale di Parigi (Francia);
  - Cristiani, Casa della Fotografia di Mosca (Russia), Concattedrale di S.Eberardo di Stoccarda (Germania);
- 2002
  - Iran, la rivoluzione, La Galleria Grigia, New York, Stati Uniti;
  - Viaggio negli Islam del mondo, Palazzo Vecchio di Firenze, Italia;
  - Viste sull'Islam, La Caixa di: Tarragona, Madrid, Malaga, Ourense, Spagna;
  - Diario iraniano, Visa a Perpignano, Francia;
- 2003
  - Viste sull'Islam, La Caixa a: Gerona, Granada, Pamplona e Palma di Maiorca, Spagna;
- 2004
  - Iran, Casa delle Culture del Mondo, Berlino;
  - Rinascita dello Sciismo, Visa a Perpignano, Francia;
  - Evviva Saddam, Noorderlicht a Leeuwarden, Paesi Bassi;
  - Islam, Le Nazioni Unite a New York, Stati Uniti;
- 2005
  - Sulla strada degli Spriti, La Casa Chiara di Parigi, Francia;
- 2006
  - I figli di Abramo, Centro Nobel della Pace a Oslo, Norvegia;
  - Islam e Sciismo, Vicino/Lontano a Udine, Italia;
- 2007
  - I figli di Abramo, Groningen ed Amsterdam, Paesi Bassi;
- 2008
  - I figli di Abramo, Instituto Francese di Fez (Marocco), Orto botanico di Bruxelles (Paesi Bassi);
- 2009
  - In nome di chi?, Galleria Magnum di Parigi, Visa a Perpignano, Galleria Polka di Parigi, Francia;
- 2011
  - Abbas, 45 anni nella Fotografia, Museo Nazionale di Singapore, Repubblica di Singapore;